# 一向寺 (古河市)
一向寺（いっこうじ）は、茨城県古河市長谷町にある時宗の寺院。山号を蓮池山、院号を無量院という。

## 歴史
鎌倉時代の建治2年（1276年）、一向上人俊性が開山。明治初めに末寺だった向星寺（北新町・現在の本町）、十念寺（鴻巣・現在の古河総合公園）、光福寺（野木町佐川野）が廃寺となり、この寺に合併された。近代の太平洋戦争時に時宗から浄土宗に改宗したが、昭和33年（1958年）に時宗に戻った。
古河公方侍医・田代三喜の木像が安置されている。三喜の死後、門人らが作ったとされ、近郊を巡回し、病気治癒を願う人々に拝まれていたという。背負えるように木像の背には、紐が通せる穴があったされる。高さは75cm。元の像は明治34年（1901年）に焼失したため、現在の像は昭和8年（1933年）復元。
廃寺となった永仙院の過去帳がこの寺に保管されている。永仙院は一向寺の近くにあった古河公方の菩提寺。この過去帳には、「天文十三年甲辰四月十五日　三喜一宗居士」とあり、田代三喜が古河で死去したことを示している。

## 文化財
- 一向寺十九夜塔 - 船型石塔。如意輪観音坐像が刻まれている。高さ100cm、幅45cm（最大）。銘文「為念仏供養菩提也 元禄八乙亥天十月十八日 施主古河原町同行廿人敬白 導師伝阿弥」より、元禄8年（1695年）の造立と考えられる。十九夜塔は月待の講の一つである十九夜講の人々が造立したもので、男性の庚申信仰・庚申塔に対して、女性の十九夜観音信仰・十九夜塔として比較される。古河市指定文化財（有形民俗文化財）。[3]

## 交通
- 鉄道
  - JR宇都宮線（東北本線）古河駅西口から徒歩18分（約1.5km）、市内観光用無料レンタル自転車「コガッツ」利用可[4]
  - 東武日光線新古河駅東口から徒歩22分（約1.8km）